# Cavaquinho

Cavaquinho Português

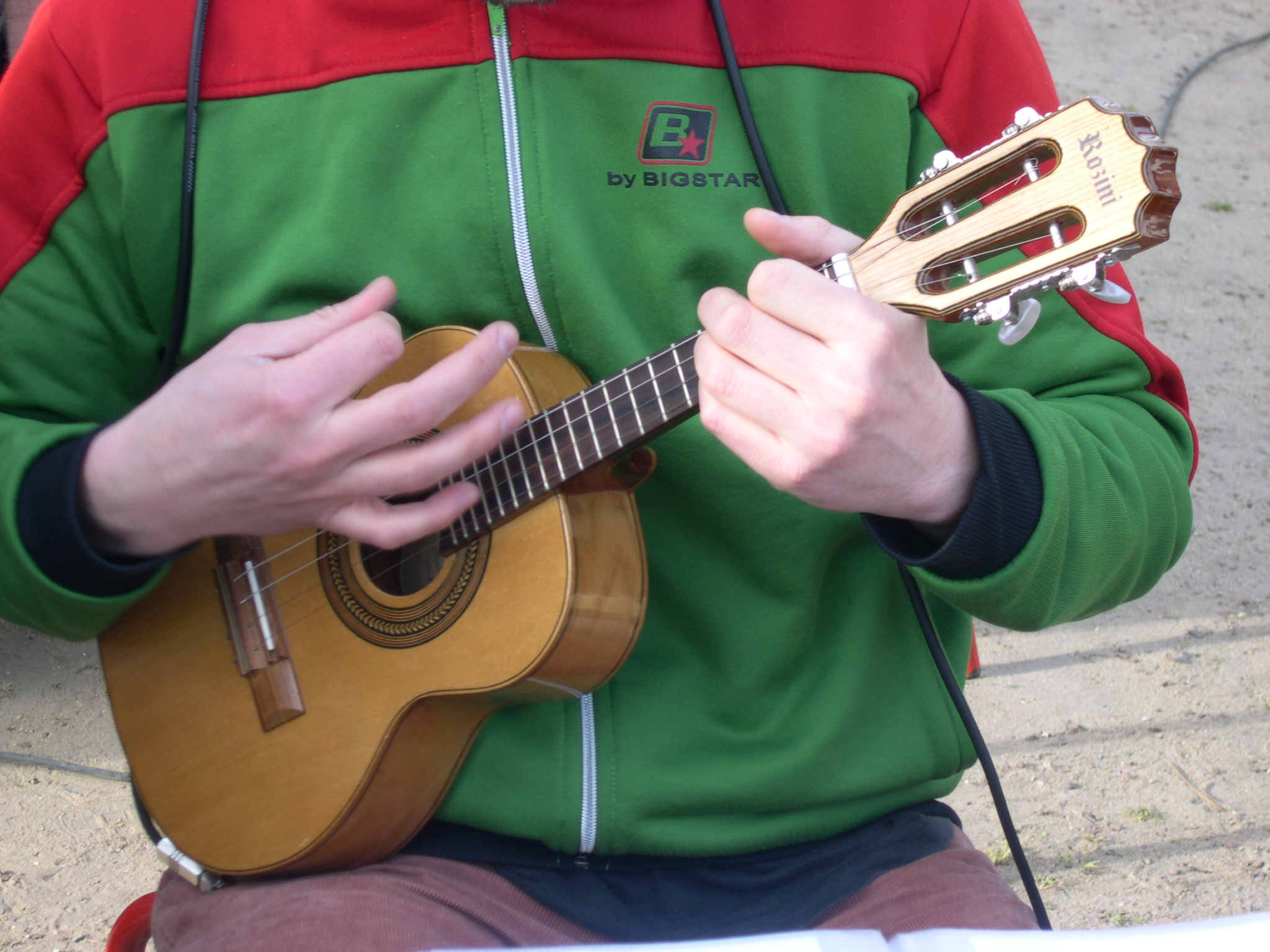
Cavaquinho Brasileiro

Das oder die Cavaquinho (auch machete oder machada, portugiesisch) ist ein aus Portugal stammendes viersaitiges Zupfinstrument aus der Familie der Kastenhalslauten, das in Lateinamerika während der Kolonialzeit neben der Vihuela und anderen Formen der Gitarre (Requinto, Tiple, Bandola, Cuatro, Guitarilla, Guitarrón, Charango und Violão) Verbreitung fand.

## Verbreitung
Das Cavaquinho hat sich von Portugal über Madeira und die Azoren, Kap Verde bis nach Brasilien verbreitet. Das Instrument zählt zu den Vorläufern der hawaiischen Ukulele und des südamerikanischen Charango, gelangte mit portugiesischen Seeleuten bis nach Indonesien und gilt als Vorläufer der dortigen Kroncong.

## Bauform und Stimmung
Der hölzerne Korpus ist mit vier Stahlsaiten bespannt. Hauptsächlich  sind zwei Stimmungen in Gebrauch: die klassische Stimmung (afinação tradicional, d'-g'-h'-d") und die moderne Stimmung (afinação natural, d'-g'-h'-e"). Seltener ist die Stimmung in Quinten (g-d'-a'-e", wie bei einer Mandoline).
Eine etwas größere Form des Cavaquinho ist das Cavaco (auch Guitarra cavaco), das ebenfalls in den Stimmungen d′–g′–h′–d″ oder d′–g′–h′–e″  gespielt wird und auch mit sechs Saiten vorkommt. Von der Insel Madeira stammt eine dem Cavaquinho sehr ähnliche Variante mit Nylonsaiten, die Braguinha. Weitere Varianten des Cavanquiho mit fünf oder sechs Saiten werden auch als machete oder machada bezeichnet. Zuweilen ist Machete aber auch ein Synonym für das Cavaquinho oder die Braguinha.

## Spielweise
In Portugal wird das Cavaquinho mit vier Fingern der rechten Hand geschlagen (die Technik wird im Portugiesischen rasgado genannt) oder nur mit Zeigefinger und Daumen gezupft. Das Cavaquinho kann auch mit einem Plektrum gespielt werden; so ist es in Brasilien gebräuchlich.
Heutzutage hat das Cavaquinho große Popularität in der brasilianischen Musik und wird dort hauptsächlich im Samba als Harmonieinstrument sowie im Choro solistisch eingesetzt.
Der bekannteste Virtuose des Cavaquinho war der Brasilianer Waldir Azevedo. Er hat viele Kompositionen für das Cavaquinho verfasst, unter anderem das berühmte Stück Brasileirinho.